# Métal hurlant (film)
Pour les articles homonymes, voir Métal hurlant (homonymie) et Heavy metal (homonymie).
Pour plus de détails, voir Fiche technique et Distribution.
Métal hurlant (Heavy Metal) est un film d'animation canadien pour adultes de Gerald Potterton, produit par Ivan Reitman. Ce long métrage structuré en plusieurs segments narratifs est généralement assimilé au genre de la science-fiction. L’une de ses particularités réside toutefois dans ses sources d’inspiration qui renvoient à différents genres dont l’anticipation, l’heroic fantasy, le film noir, ou encore l’épouvante. Le récit est également empreint d’un humour psychédélique prenant sa source dans certains courants artistiques des années 70 assimilés à ce qui a pu être qualifié de contre-culture.
Le film se veut la transposition au grand écran des styles de dessins et de scénarios promus par la revue française de bande dessinée Métal hurlant dirigée par Jean-Pierre Dionnet dans les années 70 et 80. Cette dernière, véritable laboratoire d'innovations graphiques et narratives, qui amorça le développement de la bande dessinée pour adultes, commence à se diffuser outre Atlantique. En 1977, Léonard Mogel, déjà propriétaire du magazine humoristique américain National Lampoon, en rachète les droits de publication aux Etats Unis et développe une version américaine de la revue sous le nom d'Heavy Metal. Porté par le succès de cette publication, Mogel se met à chercher des financements pour produire un film qui s’en inspirerait directement. Le projet voit le jour grâce à l'aide du canadien Ivan Reitman qui en devient le producteur officiel. La première du long métrage d'animation dont le titre original est « Heavy Metal » a lieu aux Etats Unis le 29 juillet 1981.

## Synopsis
Le film est composé de chroniques et se caractérise à cet effet par une organisation du récit en huit segments narratifs distincts. Chaque segment propose une histoire à part dans un genre particulier.  Un fil conducteur relie toutes ces histoires : le Loc-Nar, une sphère verte venue de l'espace qui sème la destruction dans toute la galaxie. Elle symbolise le mal absolu ; cette boule douée de parole corrompt en effet tous les personnages du film et fait la liaison entre les différents récits.

### Soft Landing
La séquence d'ouverture de Métal hurlant adapte sur fond de générique, une BD de quatre pages de Dan O'Bannon (l'un des scénaristes d'Alien). On y voit une navette spatiale de la NASA larguer dans l'espace, une Chevrolet Corvette et son conducteur, qui entrent dans l'atmosphère.

### Grimaldi
Dans la suite de Soft Landing, l'astronaute débarqué de la Corvette, rapporte à sa fille sa dernière découverte : une boule verte fluorescente. Mais en la touchant, l’homme fond littéralement, et la boule s’élève, s’avérant être le Loc-Nar, un artefact maléfique qui se nourrit du malheur des hommes, des guerres et de la mort.  Ayant la faculté de parole, il menace l'enfant et la contraint à l'entendre lui raconter une série de chroniques dans lesquelles son rôle a été prépondérant.

### Harry Canyon
C’est la première chronique du récit du Loc-Nar. Elle, se déroule dans un New York dystotique et a pour héros un chauffeur de Taxis de New York cynique et grincheux qui recueille dans son tacot une jeune femme en péril. Il s'avère qu'elle est détentrice du Loc-Nar et traquée par des extraterrestres qui veulent le lui reprendre.

### Den
Il s’agit de l’adaptation d’une célèbre bande dessinée de Richard Corben. Un jeune lycéen maigrichon, binoclard et boutonneux se retrouve propulsé sur une autre planète et se transforme en guerrier musculeux et intrépide. Il vit une aventure où il est amené à rencontrer des personnages étranges dont deux femmes qu'il séduit. 

### Captain Sternn
Cette séquence adapte une histoire de Berni Wrightson, le co-créateur de la bande dessinée Swamp Thing. On assiste au procès du capitaine Sternn, un personnage qui a un physique de super héros, mais qui collectionne tous les vices humainement possibles. Pour se disculper, il essaye de manipuler un témoin, mais sous l'influence du Loc-Nar ce dernier se transforme en un monstre qui se met à poursuivre Sternn.

### B-17
Le scénario est une nouvelle fois tiré d’une histoire de Dan O’Bannon. Les membres d'équipage décédés d’un bombardier Boeing B-17 Flying Fortress qui revient d'une mission se transforment en zombies sous l’effet du Loc-Nar.. ils s'en prennent aux survivants.

### So beautiful and so dangerous
Peut-être le moment le plus humoristique du film qui narre l’expédition sur Terre d’extra-terrestres consommateurs de cocaïne. Ils enlèvent deux humains, dont une secrétaire très séduisante et pleine de ressources.

### Taarna
C’est la dernière chronique du Loc-Nar . On y suit l’aventure d’une guerrière muette aux cheveux platines et à la détermination de fer. Dernière de sa lignée, elle se lance dans une quête vengeresse. La scène du bain de Taarna et de son habillement pour aller au combat fera date et restera comme une séquence d'anthologie emblématique du film et plus globalement du genre de l'heroic fantasy. Ce final scelle le destin de la petite fille et du Loc-Nar . Ce dernier s'autodétruit alors qu'il est révélé que l'enfant hérite des pouvoirs et de la mission de Taarna. 

## Fiche technique
- Titre original : Heavy Metal
- Titre français : Métal hurlant
- Réalisation : Gerald Potterton (supervision)
- Scénario : Daniel Goldberg (en), Len Blum (supervision)
- Musique : Elmer Bernstein
- Production : Ivan Reitman ; Peter Lebensold, Michael C. Gross, Lawrence Nesis (associés) ; Leonard Mogel (exécutif)
- Société de production : Columbia Pictures, Guardian Trust Company, Canadian Film Development Corporation (CFDC), Famous Players
- Société de distribution : Columbia Pictures
- Pays d'origine :  Canada
- Langue originale : anglais
- Format : couleurs (Metrocolor) - 35 mm - 1,85:1 - Dolby Digital
- Genre : animation, science fiction
- Durée : 90 minutes
- Dates de sortie :
  - États-Unis : 7 août 1981
  - Canada : 7 août 1981
  - France : 4 novembre 1981

- Interdit aux moins de 12 ans lors de sa sortie en France.

### Soft Landing
- Réalisation : Jimmy T. Murakami et John Bruno
- Scénario : Dan O'Bannon d'après son histoire et les illustrations de Thomas Warkentin
- Musique : Radar Rider – Jerry Riggs
- Production : John Coates

### Grimaldi
- Réalisation : Harold Whitaker
- Production : John Halas

### Harry Canyon
- Réalisation : Pino van Lamsweerde
- Scénario : Daniel Goldberg (en), Len Blum d'après une histoire de Daniel Goldberg, Len Blum et Juan Giménez
- Coordinateur couleur : Gordon Coulthart
- Musique :
  - Veteran of the Psychic Wars – Blue Öyster Cult
  - True Companion – Donald Fagen
  -  Heartbeat – Jerry Riggs
  - Blue Lamp – Stevie Nicks
  - Open Arms – Journey
- Production : W. H. Stevens Jr, Vic Atkinson

### Den
- Réalisation : Jack Stokes
- Scénario : Richard Corben
- Production : Jerry Hibbert

### Captain Sternn
- Réalisation : Julian Harris, Paul Sebella
- Scénario : Bernie Wrightson
- Musique : Reach Out – Cheap Trick

### B-17
- Réalisation : Barrie Nelson
- Scénario : Dan O'Bannon
- Musique : Heavy Metal (Takin' a Ride) – Don Felder
- Production : W. H. Stevens Jr
- Animateur : Fred Hellmich

### So Beautiful and So Dangerous
- Réalisation : John Halas
- Scénario : Angus McKie
- Musique :
  - Queen Bee – Grand Funk Railroad
  - I Must Be Dreamin'  – Cheap Trick
  - Crazy? – A Suitable Case for Treatment – Nazareth
  - All of You – Don Felder
  - Heavy Metal – Sammy Hagar
  - Prefabricated – Trust

### Taarna
- Réalisation : John Bruno
- Scénario : Dan Goldberg et Len Blum, d'après Arzach de Moebius
- Musique :
  - The Mob Rules – Black Sabbath
  - Through Being Cool – Devo
  - Working in the Coal Mine – Devo

## Distribution
- Percy Rodriguez (VF : Jean Martinelli) : le Loc-Nar (non crédité)

### Grimaldi
- Don Francks (VF : Henry Djanik) : Grimaldi
- Caroline Semple (VF : Catherine Lafond) : la fille

### Harry Canyon
- John Candy (VF : Jean Violette) : le sergent au bureau
- Marilyn Lightstone (VF : Annie Balestra) : la prostituée
- Susan Roman (VF : Catherine Lafond) : la fille / le satellite
- Richard Romanus (VF : Jacques Deschamps) : Harry Canyon
- Al Waxman (VF : Henry Djanik) : Rudnick
- Harvey Atkin (VF : Georges Berthomieu) : l'alien / l'homme de main
- (?) (VF : Marc François) : le martien

### Den
- John Candy (VF : Thierry Bourdon) : Dan
- John Candy (VF : Daniel Gall) : Den
- Jackie Burroughs (VF : Annie Balestra) : Katherine
- Martin Lavut (VF : Guy Chapelier) : Ard
- Marilyn Lightstone (VF : Sylvie Moreau) : la reine
- August Schellenberg (VF : Georges Berthomieu) : Norl

### Captain Sternn
- Rodger Bumpass (VF : Gérard Hernandez) : Hanover Fiste (Crapule Jack en version française)
- Joe Flaherty (VF : Jean Michaud) : l'avocat
- Eugene Levy (VF : José Luccioni) : le captaine Sternn (le capitaine Sade en version française)
- John Vernon (VF : Roger Rudel) : le procureur
- Douglas Kenney (VF : Guy Chapellier) : Regolien le Robot

### B-17
- Don Francks (VF : Guy Chapelier) : le copilote (Holden)
- Zal Yanovsky (VF : Marc François) : le navigateur
- George Touliatos (VF : Georges Berthomieu) : le pilote (Skip)

### So Beautiful and So Dangerous
- Rodger Bumpass (VF : Roger Rudel) : le docteur Anrak
- John Candy (VF : Gérard Hernandez) :  le robot
- Joe Flaherty (VF : Jean Michaud) : le général
- Eugene Levy (VF : Francis Lax /Jacques Ebner) : le journaliste / Edsel
- Alice Playten (VF : Maïk Darah) : Gloria
- Harold Ramis (VF : Marc François) : Zeke
- Patty Dworkin (VF : Jacqueline Porel) : femme journaliste
- Warren Munson (VF : René Bériard) : le sénateur

### Taarna
- August Schellenberg (VF : Raymond Loyer) : Taarak
- Mavor Moore (VF : Jean-Claude Michel) : l'ancien
- Thor Bishopric (VF : Thierry Bourdon) : le garçon
- Cedric Smith : le tenancier de bar
- Vlasta Vrana (VF : Francis Lax) : le chef des barbares
- Don Francks, Zal Yanovsky, George Touliatos, Len Doncheff : barbares
- Joseph Golland, Charles Joliffe, Ned Conlon (VF : Raymond Loyer, Jean Violette, Michel Bardinet) : conseillers

## Distinctions
- Saturn Awards 1982 : nomination au Saturn Award du meilleur film de science-fiction

## Production
Heavy Metal est doté d'un budget de 9,3 millions de dollars. Son tournage a la particularité d'avoir mobilisé 17 équipes dispersées à Montréal, Ottawa, Londres ou encore New York. La bande originale du film élaborée par Elmer Bernstein est interprétée par le Royal Philharmonic Orchestra de Londres. 
La création de ce long métrage a fait l'objet d'une utilisation de multiples techniques novatrices qui précédent l’essor des possibilités que va ensuite offrir dans l'animation, le développement de l’informatique.
Des objets grandeur nature, une Corvette, un modèle réduit d'avion B-17, ou des paysages désertiques, ont été filmés et intégrés aux dessins. Une caméra multiplane de cinq mètres a aussi été utilisée pour donner de la profondeur de champ à des scènes aériennes. Les dessinateurs ont exploité le procédé appelé rotoscopie afin de réaliser la scène où Taarna chevauchant sa monture volante, survole une plaine désertique. La séquence dans laquelle Taarna prend sa tenue et son épée à côté d'une immense statue, a fait l'objet au préalable de prises de vue avec un véritable modèle, en la personne de Carole Desbiens, afin que les dessins finaux donnent un rendu qui soit le plus réaliste possible .

## Accueil et postérité
Le film fait plus de 7 millions d’entrées et rapporte 20 millions de dollars en Amérique du Nord. Ce qui représente un bon résultat puisque cela le positionne à la 35ème place pour l’année 1981, au même niveau qu’une production comme Outland.
Sur le plan de l'accueil de la critique, Métal Hurlant bénéficie à sa sortie d’un effet de surprise même s’il faut tout de même relativiser son retentissement  A cette époque, le monde de l’animation aux Etats Unis s’adresse essentiellement à la jeunesse. Disney a donc le quasi-monopole de la production de longs métrages dans ce domaine. Avant Métal Hurlant, il n’y a guère que Ralph Bakshi qui réalise de l’animation pour les adultes au Cinéma. On se souvient notamment de Fritz the Cat qui sera précurseur en la matière. Dans ce contexte, le film est reçu avec un certain intérêt dans la mesure où son architecture narrative, son humour décalé, son côté provocateur, l’originalité de ses dessins et l’indiscutable qualité de sa bande musicale très rock sont autant d'éléments qui renouvellent un genre peu prolifique jusque là. En cette  période post-révolution sexuelle, l’érotisme très prononcé du film n’échappe pas non plus aux critiques et aux publics mais certains le jugent comme véhiculant une vision misogyne si ce n’est gratuitement vulgaire. Même si l’esprit du film et des œuvres dessinées dont il peut s’inspirer, assument une forme d’expression dont l'imperfection graphique est voulue, la qualité inégale des animations et des dessins est également soulignée par plusieurs critiques. L'agrégateur de critiques Rotten Tomatoes rapporte que 66 % des critiques ont donné au film une critique positive sur la base de 35 critiques, avec une note moyenne de 5,8/10 . Pour exemple, Gene Siskel du Chicago Tribune donne trois étoiles au film, écrivant qu'il « n'est pas destiné à être reçu au premier degré. Le film est clairement destiné à être un voyage, et à ce niveau, il fonctionne très bien ». Il critique  cependant le film comme étant « ouvertement sexiste » et pour avoir « excessivement magnifié » la violence.
L'une des forces du long métrage réside aussi dans ce qu'il participe d'une diffusion plus large d'un mouvement de bande dessinée underground dédiée aux adultes qui est en train d'émerger en France comme aux Etats- Unis notamment à travers les deux périodiques éponymes. On peut par exemple souligner les emprunts évidents de Taarna au Arzach de Moebius. 
Au fil des années, Métal Hurlant va  progressivement être considéré comme un film culte de la pop culture du fait de son influence plus ou moins directe sur certaines productions marquantes qui vont suivre. Il est par exemple fort probable que le film Le cinquième élément ait pu être inspiré par la séquence Harry Canyon même si Luc Besson ne confirme pas ce point. Au-delà de son impact direct sur des œuvres qui lui sont postérieures, il est rétrospectivement incontestable que le film a inauguré une nouvelle ère de l'animé pour adultes puisque vont rapidement lui succéder d'autres longs métrages comme Les maitres du temps auquel va collaborer Moebius, ou encore Tygra, la glace et le feu de Ralph Bakshi qui sont  totalement dans la même veine. On peut aussi citer l'animé japonais de science fiction Memories qui est plus tardif mais répond au même type de ressorts narratifs et dégage une atmosphère qui n'est pas étrangère à celle de Métal Hurlant. Hors de l’univers du long métrage animé, un film comme Blade Runner qui sort quelques mois après, s'inscrit également dans une  mouvance cyberpunk assez similaire, tant dans les thèmes qu’il aborde que dans le traitement qu’il en fait.  
Pour son 40ème anniversaire, une remasterisation intégrale du long-métrage, a été entreprise depuis un nouveau scan des négatifs originaux. Cette restauration 4K qui a fait l'objet d'une sortie DVD a été approuvée par Ivan Reitman, peu de temps avant son décès en février 2022.

## Autour du film
- À l'époque de la sortie du film, la bande originale de Métal hurlant comporte notamment des morceaux de Blue Öyster Cult, Sammy Hagar, Cheap Trick, Nazareth, Grand Funk Railroad, Black Sabbath ou encore Trust (titre "Préfabriqués"). Ainsi que Donald Fagen, Devo, Stevie Nicks et Journey.
- Le studio Nelvana a décliné la proposition de participer à la coproduction pour se concentrer sur la réalisation de son premier long-métrage d'animation Rock and Rule sorti en 1983.
- Il existe un deuxième film de même inspiration, Heavy Metal 2000 (ou Heavy Metal FAKK 2) mais dont le seul lien avec le premier est la reprise de l'histoire de Taarna (épisode final).
- Métal hurlant est parodié dans l'épisode Planète Gros Nibards de la série South Park.
- Dans le film Le Cinquième Élément (1997) de Luc Besson, le taxi que conduit Bruce Willis serait inspiré de l'épisode Harry Canyon ; de plus l'intrigue est similaire : un chauffeur de taxi recueille une jeune femme et la soustrait à la fois à ses poursuivants directs et aux forces de police. La toute première scène du film (le Loc-Nar se dirigeant vers la terre, en tant que météorite verte) fait aussi écho à l'intrigue du film. On peut aussi observer le sigle des Tarakiens et d'Arzach dans la fresque du temple, sûrement ajouté par Moebius ayant participé au film.